# Клузиум
Клузиум (Clusium; на етруски: Camars, Clevsin) е древен етруски град на територията на съвременна Италия.
След смъртта на етруския цар Тарквиний Горди (510 пр.н.е.) царят на града Ларс Порсена обсажда и превзема Рим през 508 пр.н.е.
През 397 пр.н.е. сеноните нападат Клузиум, който иска помощ от Рим. На 18 юли 397 пр.н.е. при града се провежда битката при р. Алия, при която галските келти побеждават римляните.
Градът е в Съюза на дванадесетте града. През 296/295 пр.н.е. на територията на града се водят битки между римляни, етруски, гали и умбри (Битка при Сентинум).
След Съюзническата война (91–88 пр.н.е.) жителите на Клузиум получават римско гражданство.
Днес градът се нарича Киузи (Chiusi) и има 8869 жители (на 1 януари 2009) и се намира в Тоскана, в италианската провинция Сиена между Тразименското езеро и езерото Болсена.